# Apeniny
Apeniny (wł. Appennini) – łańcuch górski we Włoszech, rozciągający się na długości 1350 km z północy na południe wzdłuż całego Półwyspu Apenińskiego i na szerokość od 40 do 200 km. Wyróżnia się Apeniny Północne (w tym Apenin Liguryjski, Toskański i Umbryjski), Środkowe i Południowe.

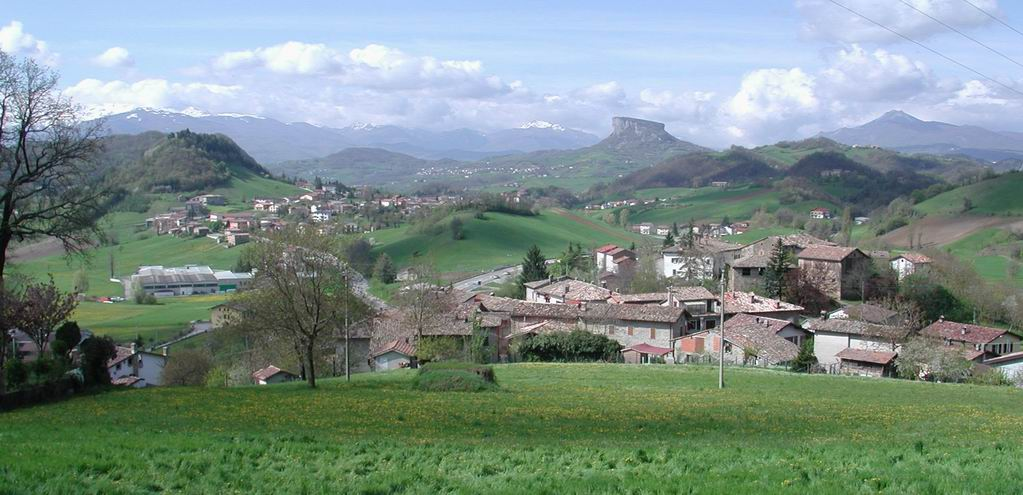
Apeniny w regionie Emilia-Romania

Apeniny powstały w trakcie orogenezy alpejskiej, ale ruchy górotwórcze trwają do dziś, o czym świadczy podwyższona aktywność sejsmiczna na tym obszarze. 
Apeniny w większości porośnięte są lasami liściastymi i mieszanymi. Najwyższe partie gór, m.in. najwyższy szczyt Corno Grande (2912 m n.p.m.), są skaliste i pokryte lodowczykami. 
Góry te są ważnymi obszarami rolniczymi: w dolnych partiach uprawia się winorośl i drzewa owocowe, w wyższych prowadzi hodowlę. Od pewnego czasu wzrasta rola turystyki w tym obszarze.
Podczas drugiej wojny światowej Apeniny stanowiły dla Niemców linię obronną, znaną jako Linia Gotów, a w południowej części – Linia Barbary.